# Regione di Karlovac
La regione di Karlovac (croato: Karlovačka županija, in serbo: Карловачка жупанија Karlovačka županija) è una regione della Croazia centrale.
Essa è situata a sudovest di Zagabria e confina a nord con la Slovenia ed a sud con la Bosnia ed Erzegovina. Capoluogo della regione è Karlovac.

## Popolazione
Suddivisione della popolazione secondo le nazionalità (dati secondo il censimento del 2001):
- 119.490 (84,27%) croati
- 15.651 (11,04%) serbi
- 892 (0,63%) bosniaci
- 340 (0,24%) sloveni
- 300 (0,21%) albanesi
- 3.183 (2,24%) n.d.

In seguito al ritorno dei profughi serbi nel territorio della regione è verosimile che la percentuale di popolazione serba sia in tendenziale aumento.

## Città e comuni
La regione di Karlovac è divisa in 5 città e 16 comuni, qui sotto elencati (fra parentesi il dato relativo al censimento della popolazione del 2001).

### Città
| Città     | Ab.    |
| --------- | ------ |
| Karlovac  | 59.395 |
| Ogulin    | 15.054 |
| Duga Resa | 12.114 |
| Ozalj     | 7.932  |
| Slunj     | 6.096  |

### Comuni
| Comune          | Ab.   |
| --------------- | ----- |
| Vojnić          | 5.495 |
| Josipdol        | 3.987 |
| Netretić        | 3.333 |
| Generalski Stol | 3.199 |
| Žakanje         | 3.193 |
| Barilović       | 3.095 |
| Draganić        | 2.950 |
| Plaški          | 2.292 |
| Cetingrad       | 2.746 |
| Rakovica        | 2.623 |
| Krnjak          | 2.164 |
| Lasinja         | 1.938 |
| Tounj           | 1.252 |
| Bosiljevo       | 1.486 |
| Kamanje         | 1.100 |
| Saborsko        | 860   |
| Ribnik          | 583   |